# 스핀들유
스핀들유(spindle oil)는 고속 기기 스핀들의 윤활용으로 광고되는 저점성 광물유의 일종이다. 스핀들유는 고무를 내는 특성에서 자유롭다.
점성이 매우 낮아 중단 시점에서 기름이 스핀들 표면 밖으로 분출하므로 스핀들유는 부식을 방지하는 첨가제를 첨가할 수 있다. 스핀들유가 직물 공장에 사용되는 경우도 있으나 직물에 얼룩을 주지는 않는다.

## 같이 보기
- 윤활유
- 광물유